# Knudåge Riisager

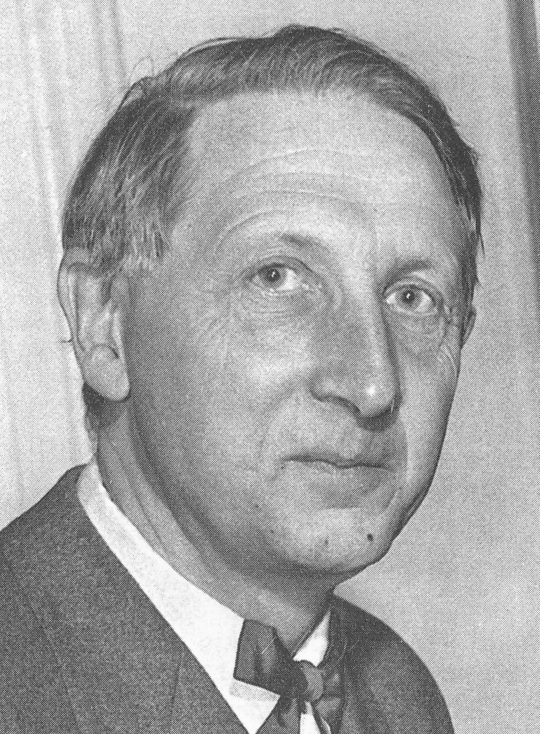
Knudåge Riisager.

Knudåge Riisager (Kunda, 6 marzo 1897 – Copenaghen, 5 marzo 1974) è stato un compositore danese.

## Biografia
Nacque in Estonia, dove il padre ingegnere aveva costruito e dirigeva una fabbrica di cemento. A soli tre anni, fece ritorno con la famiglia in Danimarca, stabilendosi a Frederiksberg dove trascorse il resto della sua vita. Dopo aver concluso gli studi superiori, nel 1915 si iscrisse all'Università di Copenaghen dove si laureò in scienze politiche. Di lì a poco riuscì a trovare un impiego governativo in grado di garantirgli stabilità economica, assicurandogli la tranquillità necessaria ad intraprendere l'attività di compositore.

## Opere

### Balletti
- Benzin, op.17 (1930)
- Darduse, op.32 (1936)
- Etudes (1947)

### Musica sinfonica
- Erasmus Montanus, op.1 (1920)
- Sinfonia n.1, op.8 (1925)
- T-DOXC (poema meccanico), op.13 (1926)
- Sinfonia n.2, op.14 (1927)
- Klods Hans, op.18 (1929)
- Fastelavn, op.20 (1930)
- Comoedie, op.21 (1930)
- Concerto per orchestra, op.24 (1931)
- Sinfonia n.3, op.30 (1935)
- Primavera, ouverture da concerto, op.31 (1934)